# 普雷堡
普雷堡（法語：Château-des-Prés，發音：[ʃato de pʁe]）是法国汝拉省圣克洛德区的一个旧市镇。2019年1月1日，普雷堡与市镇格朗德里维耶尔合并为新市镇格朗德里维耶尔堡，并成为了格朗德里维耶尔堡的委派市镇。

## 地理
普雷堡（46°30'3"N, 5°53'54"E）面积8.62 平方千米，位于法国勃艮第-弗朗什-孔泰大區汝拉省，该省份为法国东部内陆省份，北起上索恩省，西北接科多尔省，西临索恩-卢瓦尔省，南至安省，东与杜省和瑞士接壤。
与普雷堡接壤的市镇（或旧市镇、城区）包括：格朗德里维耶尔、楠谢、莱扎、比耶讷河畔维拉尔。
普雷堡的时区为UTC+01:00、UTC+02:00（夏令时）。

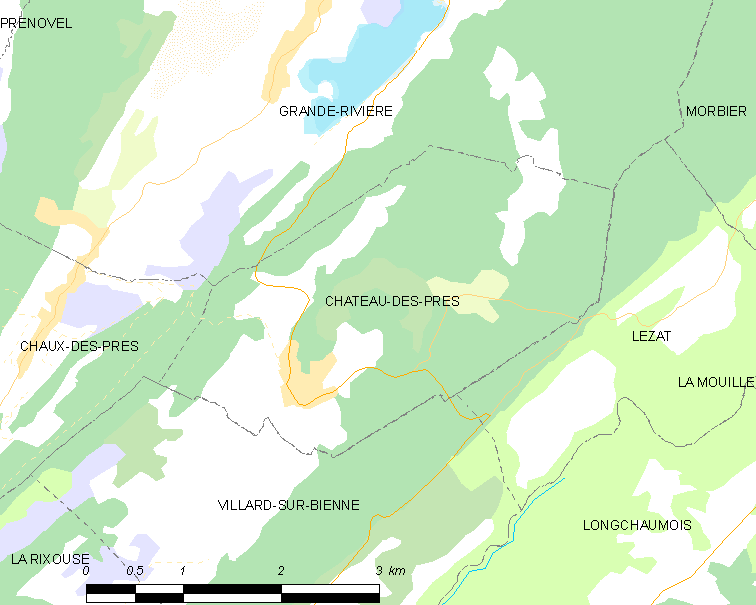
普雷堡的OSM定位图

## 行政
普雷堡的邮政编码为39150，INSEE市镇编码为39115。

## 政治
普雷堡所属的省级选区为圣洛朗昂格朗沃县。

## 人口

1962-2008年间普雷堡人口变化图示

普雷堡于2018年1月1日时的人口数量为207人。